# 가장 슬픈 자세
《가장 슬픈 자세》는 1994년 11월 25일에 방영된 MBC 베스트극장이다.

## 줄거리
유진은 여자친구 진현을 만나러 미대 작업실에 들른 철민을 보는 순간 소스라치게 놀란다. 유진은 집안에서 반대하는 결혼을 하고 프랑스로 유학을 갔다가 남편을 잃었는데, 그런 남편과 철민은 너무나 닮았다. 유진은 딸 노을과 함께 한국으로 돌아와 뒤늦은 대학원 공부를 하는 중이다.

## 등장 인물
- 신윤정 : 유진 역
- 김응석 : 철민 역
- 김은영 : 노을 역 - 유진의 딸